# Lasiotocus longicaecum
Lasiotocus longicaecum är en plattmaskart. Lasiotocus longicaecum ingår i släktet Lasiotocus och familjen Monorchiidae. Inga underarter finns listade i Catalogue of Life.